# Judolia sexspilota
Judolia sexspilota là một loài bọ cánh cứng trong họ Cerambycidae.